# اصغر زمانی
اصغر زمانی (زاده ۱۳۳۲ – درگذشته ۱۳۷۷) بازیگر سینما، تلویزیون و تئاتر اهل ایران بوده‌است.

## زندگی‌نامه
اصغر زمانی در سال ۱۳۳۲ در تهران زاده شد. فعالیت در تئاتر را از سال ۱۳۵۳ با بازی در نمایش «مشهدی عباد» آغاز کرد و سپس در نمایش‌های دیگری از جمله «آرشین مالالان»، «دزد بغداد»، «آرزوهای طلایی»، و «حاکم سه روزه» بازی کرد. نخستین حضور او در جلوی دوربین، بازی در فیلم کوتاه «من و مش کاظم» (۱۳۶۱) بود. او علاوه بر بازیگری، تعدادی نمایشنامه نوشته و کارگردانی کرده که برخی از آن‌ها در شبکهٔ پنجم سیما ضبط شده‌است.
او که بیشتر به عنوان بازیگر نقش‌های کمدی معروف بود، در مجموعه‌های تلویزیونی از جمله «خاله خانم» و «خانه در آتش» نیز ظاهر شد. برخی از فیلم‌های او عبارتند از: «اتوبوس»، «مردی که زیاد می‌دانست»، «گراند سینما»، «ریحانه»، «دو نفر و نصفی»، «چشم شیطان»، «مرگ سفید»، «سیاه راه»، «در اسارت»، «طائل»، «آتش در زمستان»، «میهمانی خصوصی»، «معما»، «قصهٔ زندگی»، «ایستگاه»، «خارج از محدوده»، «در انتظار شیطان»، «طوبی»، «آپارتمان شمارهٔ سیزده»، «شهر خاکستری»، «عشق من شهر من»، و «راه افتخار».
وی در سال ۱۳۷۷ بر اثر سکتهٔ قلبی درگذشت.

## بازیگر

### سینما
- پشت دیوار شب (۱۳۷۶)
- راه افتخار (۱۳۷۳)
- چشم شیطان (۱۳۷۲)
- دو نفر و نصفی (۱۳۷۰)
- عشق من شهر من (۱۳۷۰)
- شهر خاکستری (۱۳۶۹)
- رانده شده (۱۳۶۸)
- ریحانه (۱۳۶۸)
- گراند سینما (۱۳۶۷)
- ایستگاه (۱۳۶۶)
- قصه زندگی (۱۳۶۵)
- معما (۱۳۶۵)
- میهمانی خصوصی (۱۳۶۵)
- آتش در زمستان (۱۳۶۴)
- اتوبوس (۱۳۶۴)
- در اسارت (۱۳۶۳)
- طائل (۱۳۶۳)
- مردی که زیاد می‌دانست (۱۳۶۳)
- مرگ سفید (۱۳۶۲)

### تئاتر
ازدواج اجباری
زبان مستأجری

### تلویزیون
- خاله خانم
- خانه در آتش
- نابغه‌های قرن بیستم

## کارگردانی نمایش
- نمایش «آرزوهای طلایی»؛ تهران، تئاتر نصر؛ سال۱۳۷۶[۳]
- نمایش «آیینه زندگی»؛ تهران، تئاتر نصر؛ سال۱۳۷۵و تئاتر پارس ۱۳۷۶[۳]
- نمایش «عصای من کو»؛ تهران، تئاتر نصر؛ سال۱۳۷۷[۳]